# Hemidactylus ruspolii
Hemidactylus ruspolii är en ödleart som beskrevs av  George Albert Boulenger 1896. Hemidactylus ruspolii ingår i släktet Hemidactylus och familjen geckoödlor. Inga underarter finns listade i Catalogue of Life.